# Kaszczonki (przystanek kolejowy)
Kaszczonki (ros. Кащёнки) – przystanek kolejowy w miejscowości Kaszczonki, w rejonie żarkowskim, w obwodzie twerskim, w Rosji. Położony jest na linii Ziemcy - Żarkowskij.